# 378917 Stefankarge
378917 Stefankarge è un asteroide della fascia principale. Scoperto nel 2008, presenta un'orbita caratterizzata da un semiasse maggiore pari a 2,9411532 UA e da un'eccentricità di 0,1268125, inclinata di 5,47777° rispetto all'eclittica.
L'asteroide è dedicato all'astronomo amatoriale tedesco Stefan Karge.